# Leenaert Bouwens
Leenaert Bouwens (Sommelsdijk, 1515 - Hoorn, 1582) was een doopsgezind oudste. Zijn strikte handhaving van de ban droeg bij aan de versplintering van de doperse beweging in de Nederlanden in het derde kwart van de zestiende eeuw.
Bouwens was waarschijnlijk betrokken bij de overzeese handel en was in zijn jonge jaren rederijker. Zijn verbale begaafdheid bracht Menno Simons ertoe om hem in 1551 aan te stellen als oudste. Vanuit zijn woonplaats Emden speelde Bouwens met Menno en Dirk Philips een belangrijke rol bij de opbouw en organisatie van de doperse beweging. Hij doopte in de dertig jaar dat hij oudste was meer dan 10.000 mensen. Waar Menno en Dirk vooral in het Oostzeegebied werkten, was Bouwens met name actief in de Nederlanden.
Bouwens zette zich in voor een strakke handhaving van de kerkelijke tucht en was onder andere in 1554 betrokken bij het convent van Wismar waar werd vastgelegd dat leden die in de ban werden gedaan, voortaan gemeden dienden te worden door de andere dopers. Dit gold ook voor echtgenoten. Deze zogenaamde echtmijding riep veel verzet op. De meer gematigde gemeenten die deze praktijk niet wensten in te voeren, scheidden zich af. Zo ontstonden in de periode 1555-1557 de Waterlanders of Franekers en tussen 1558 en 1560 de Hoogduitse doopsgezinden. 
In 1561, kort na de dood van Menno Simons, werd Bouwens wegens drankmisbruik geschorst en in 1565 door Dirk Philips uit zijn ambt gezet. Dit leidde in 1568 tot een splitsing van de doperse hoofdstroom in Friezen en Vlamingen. Philips overleed namelijk in dat jaar en Bouwens slaagde erin om de leiding over een deel van de gemeenten terug te krijgen. De Friezen waren de volgelingen van Bouwens, die onder de door hem georganiseerde oude gemeenten in dat gewest zijn grootste aanhang had. Philips had vooral de steun gehad van naar Friesland geëmigreerde Vlamingen. Bouwens overleed in 1582 te Hoorn.
- Digitale Bibliotheek voor de Nederlandse Letteren: bouw014
- International Standard Name Identifier: 0000 0003 8913 6627
- Nederlandse Thesaurus van Auteursnamen: 074288512
- Virtual International Authority File: 282506177
- WorldCat: E39PBJh4xYQMvdGhbTQPmbkFKd